# Семеновод (Волгоградская область)
Семеновод — хутор, входит в состав Отрадненской сельской территории городского округа «город Михайловка» Волгоградской области России.
Население 72 человек (2010).

## География
Расположен в северо-западной части области, в лесостепи, в пределах Приволжской возвышенности, являющейся частью Восточно-Европейской равнины.
Уличная сеть состоит из одного географического объекта: ул. Колхозная
Абсолютная высота 75 метров над уровня моря
.

## Население
| 2010 |
| ---- |
| 72   |

Гендерный состав
По данным Всероссийской переписи населения 2010 года в гендерной структуре населения из 72 человек мужчин и женщин — по 36 (50 и 50 %).
Национальный состав
Согласно результатам переписи 2002 года, в национальной структуре населения
русские составляли 94 % из общей численности населения в 53 человека

## Инфраструктура
Было развито сельское хозяйство, действовал колхоз. Личное подсобное хозяйство.

## Транспорт
стоит на автодороге. Остановка «Семеновод».
Просёлочные дороги.